# Tihanyi Ildikó
Tihanyi Ildi (született: Tihanyi Ildikó Rita, Nagykanizsa, 1982. november 19. –) magyar díszlet- és jelmeztervező.

## Életpályája
Budapesten a Bartók Béla Konzervatórium diákjaként zongorázni és énekelni tanult, majd a képzőművészeti pálya felé fordulva a  Kaposvári Egyetem Művészeti Karán színházi látványtervező BA szakon folytatta tanulmányait 2005 és 2009 között, mesterei  Menczel Róbert és Gyarmathy Ágnes voltak. 
Köztársasági ösztöndíjasként fél évet Pozsonyban töltött, ahol Jožef Ciller és Milan Čorba voltak a tanárai. 2012-ben a budapesti  Színház- és Filmművészeti Egyetem mozgóképes látványtervező MA szakán diplomázott M. Tóth Géza osztályában, szintén ennek az intézménynek DLA-szakos hallgatója 2014-2019 között, ahol doktori fokozatot Archiválva 2022. december 28-i dátummal a Wayback Machine-ben szerzett. 2014-2020 között a Színház- és Filmművészeti Egyetem óraadó tanára, 2022-től a Magyar Képzőművészeti Egyetem Látványtervező szakán tanít.
A diploma megszerzése után több filmprojekten dolgozott együtt a Színházi-és Filmművészeti Egyetem végzős rendezőivel, többek között Szakonyi Noémival, Nagy Zoltánnal és Szilágyi Fannival. Játékfilmes munkái között szerepel Gothár Péter Hét kis véletlen című nagyjátékfilmje és Breier Ádám Lefkovicsék gyászolnak című dramedyje.
Színházi tervezései között meghatározóak Gothár Péter, Alföldi Róbert, Bodó Viktor, Pass Andrea, Rusznyák Gábor és Székely Kriszta rendezéseiben való közreműködései, mind itthon, 2015-től pedig Ausztriában és Németországban egyaránt. 
2013-ban a Színikritikusok Díjára jelölték jelmez kategóriában. 2022-ben Márk Tivadar emlékplakettel tüntették ki. 2023-ban az Év Jelmeztervezője szakmai díjat vehette át.

## Főbb munkái
- Heinrich von Kleist: Amphitryon (r.: Gothár Péter), jelmez (Nemzeti Színház, Budapest, 2013)
- Háry János: Háry János (r.: Béres Attila), jelmez (Szegedi Szabadtéri Játékok, 2014)
- Giuseppe Verdi: Álarcosbál (r.: Béres Attila), díszlet és jelmez (Szegedi Szabadtéri Játékok, 2015)
- W.A. Mozart: Varázsfuvola (r.: Alföldi Róbert), díszlet és jelmez (Szegedi Nemzeti Színház, Armel Opera Festival, 2015)
- Móricz Zsigmond: Kivilágos kivirradtig (r.: Rusznyák Gábor), jelmez (Miskolci Nemzeti Színház, 2016)
- Jacobi Viktor : Sybill (r.: Szabó Máté), jelmez ( Operett Színház, Budapest, 2016)
- Ivan Vyrypaev: Részegek (r.: Gothár Péter), jelmez  (Katona József Színház, Budapest, 2016)
- Jean-Baptiste Molière: Tartuffe (r.: Alföldi Róbert), díszlet (Landestheater Niederösterreich, St.Pölten, 2016)
- Benjamin Britten: Albert Herring (r.: Alföldi Róbert), díszlet (Bayerische Staatsoper, Opernstudio, München, 2016)
- Gaetano Donizetti: Lammermoori Lucia (r.: Szabó Máté), jelmez (Magyar Állami Operaház, Budapest, 2016)
- Szirmai Albert: Mágnás Miska (r.: Rusznyák Gábor), jelmez (Kecskeméti Katona József Színház, 2016)
- Bognár Péter: Minden kombi cirkó, de nem minden cirkó bojler (r.: Gothár Péter), jelmez (Katona József Színház, Budapest, 2017)
- Kárpáti Péter: Az elveszett vonatok minisztériuma  (r.: Bodó Viktor), jelmez, ( Schauspiel Frankfurt, Frankfurt am Main, 2017)
- Werner Schwab: Elnöknők (r.: Bodó Viktor), díszlet (Deutsches Schauspielhaus Hamburg, 2018)
- John Kander–Fred Ebb–Bob Fosse: Chicago (r.: Alföldi Róbert), jelmez ( Átrium, Budapest, 2018)
- Bertolt Brecht: A szecsuáni jólélek  (r.: Bodó Viktor),  jelmez (Theater und Orchester Heidelberg, 2018)
- Anton p. Csehov: A három nővér (r.: Rusznyák Gábor), jelmez (Miskolci Nemzeti Színház, 2018)
- Mózsik Imre  –  Bodó Viktor: A Krakken művelet  (r.: Bodó Viktor),  jelmez ( Átrium, Budapest, 2018)
- Tar Sándor: Szürke galamb (r.: Gothár Péter), jelmez (Katona József Színház, Budapest, 2019)
- Anton p. Csehov: A Platonov  (r.: Székely Kriszta), díszlet (Katona József Színház, Budapest, 2019)
- W.A.Mozart: Don Giovanni (r.: Alföldi Róbert), díszlet és jelmez (MusArtEH – Cuenca Operafest, Ecuador 2019)
- Henrik Ibsen: Vadkacsa (r.: Rusznyák Gábor), jelmez (Miskolci Nemzeti Színház, 2020)
- William Shakespeare: Szentivánéji álom balett (r.: Barta Dóra), díszlet és jelmez (Kecskeméti Katona József Nemzeti Színház, 2020)
- Leonard Bernstein – Arthur Laurents – Stephen Sondheim: West Side Story (r.: Alföldi Róbert), jelmez (Szegedi Szabadtéri Játékok, 2021)
- Jean-Baptiste Molière: Tartuffe (r.: Rusznyák Gábor), jelmez (Miskolci Nemzeti Színház, 2021)
- Philip Glass: Les Enfants Terribles – Veszedelmes Éden (r.: Barta Dóra), díszlet ( Eiffel Műhelyház, Budapest, 2021)
- Pass Andrea: Finálé (r.: Pass Andrea), díszlet és jelmez (Csokonai Színház, Debrecen, 2022)
- Anton P. Csehov: Sirály (r.: Székely Kriszta), díszlet (Szolnoki Szigligeti Színház, 2022)
- Szálinger Balázs: Kályha Kati (r.: Rusznyák Gábor), jelmez (Radnóti Miklós Színház, Budapest, 2022)
- Federico García Lorca: Yerma (r.: Székely Kriszta), díszlet (Katona József Színház, 2022)
- L. Frank Baum: Óz, a varázsló (r.: Gothár Péter), jelmez (Kolibri Színház, 2023)
- David Mamet: Egy kanál víz (r.: Rusznyák Gábor), jelmez (Weöres Sándor Színház, 2023)
- Georges Feydeau: Bolha a fülbe (r.: Béres Attila), jelmez (Weöres Sándor Színház, 2023)